# Joe Mercer
Joe Mercer, OBE (Ellesmere Port, 9 de Agosto de 1914 –– Ellesmere Port, 9 de Agosto de 1990) foi um futebolista e treinador de futebol inglês. Marcer foi um dos principais treinadores da história do Manchester City.

## Títulos

### Como Jogador
Everton
- Supercopa da Inglaterra: 1932
- Copa da Inglaterra: 1933

Arsenal
- Campeonato Inglês: 1948, 1953
- Supercopa da Inglaterra: 1948, 1953
- Copa da Inglaterra: 1950

### Individuais
- Jogador Inglês do Ano: 1950

### Como Treinador
Aston Villa
- Campeonato Inglês Segunda Divisão: 1960
- Copa da Liga Inglesa: 1961

Manchester City
- Campeonato Inglês Segunda Divisão: 1966
- Campeonato Inglês: 1968
- Supercopa da Inglaterra: 1968
- Copa da Inglaterra: 1969
- Copa da Liga Inglesa: 1970
- Taça dos Clubes Vencedores de Taças: 1970

Inglaterra
- Copa do Reino Unido: 1974